# Adam Nowak (duchowny)
Adam Nowak (ur. 28 lutego 1927 w Rzędzianowicach, zm. 7 października 2020 w Tarnowie) – polski duchowny katolicki, prefekt i wykładowca w Wyższym Seminarium Duchownym w Tarnowie, autor książek i artykułów naukowych z zakresu historii Kościoła, doktor nauk humanistycznych, jeden z prekursorów duszpasterstwa osób głuchoniemych w Polsce.

## Życiorys
Pochodził z Rzędzianowic. Od 1933 r. do 1939 r. uczęszczał do szkoły powszechnej w Rzędzianowicach. W 1939 r. zdał egzamin do gimnazjum w Mielcu, ale z powodu wybuchu II wojny światowej nie mógł rozpocząć nauki. Podczas okupacji zaliczył początkowe klasy gimnazjalne biorąc udział w tajnych kompletach. Od września 1944 uczył się w I Gimnazjum Ogólnokształcącym w Mielcu. Egzamin dojrzałości złożył w 1946 w Mielcu. W tym samym roku wstąpił do Wyższego Seminarium Duchownego w Tarnowie. Po ukończeniu studiów otrzymał święcenia kapłańskie z rąk biskupa Jana Stepy w dniu 29 kwietnia 1951 roku. W tym samym roku uzyskał magisterium z historii Kościoła na Wydziale Teologicznym Uniwersytetu Jagiellońskiego.
Jako wikariusz pracował w następujących parafiach: Łęki Górne (od 12 lipca 1951 roku), Brzesko (od 26 sierpnia 1955 roku) i Tarnów – parafia katedralna (od 23 września 1956 roku do 25 lutego 1960 roku). W latach 1954–1998 sprawował obowiązki diecezjalnego duszpasterza głuchoniemych, a w latach 1960–1965 pełnił funkcję prefekta w Wyższym Seminarium Duchownym w Tarnowie. Odbył studia specjalistyczne na Uniwersytecie Wrocławskim; w 1967 uzyskał tam magisterium, a w 1970 r. doktorat z nauk humanistycznych.
W latach 1961–2000 był wykładowcą w Wyższym Seminarium Duchownym w Tarnowie i w Instytucie Teologicznym w Tarnowie. Prowadził wykłady z duszpasterstwa głuchoniemych, języka łacińskiego oraz historii Kościoła. Był promotorem prac magisterskich z zakresu historii Kościoła, autorem książek i artykułów naukowych. Od 1963 do 1991 r. był dyrektorem Biblioteki Wyższego Seminarium Duchownego w Tarnowie, a od 1970 do 1988 r. dyrektorem Archiwum Diecezjalnego w Tarnowie. Ponadto pełnił też obowiązki delegata Biskupa Tarnowskiego do spraw misji i dyrektora Papieskich Dzieł Misyjnych w diecezji tarnowskiej. Dziełem życia ks. Adama Nowaka jest czterotomowy słownik biograficzny kapłanów diecezji tarnowskiej (1786–1985), ma też na swoim koncie tomiki anegdot „z kościelnego podwórka”.
W dowód wyróżnienia za pełnioną posługę kapłańską otrzymał w 1960 roku diecezjalne odznaczenie Expositorium Canonicale, w roku 1967 diecezjalny przywilej Rochettum et Mantolettum, w 1972 roku otrzymał godność Kanonika Gremialnego Kapituły Katedralnej w Tarnowie, a w 1983 roku został obdarzony godnością Kapelana Jego Świątobliwości.
W 1988 r. przeszedł na emeryturę.

## Życie prywatne
Był synem Józefa i Janiny z domu Jaśkiewicz. Rodzina mieszkała w budynku szkoły w Rzędzianowicach, tam też urodził się Adam. Został ochrzczony w Mielcu, w kościele pw. św. Mateusza, gdyż parafię w rodzinnej miejscowości utworzono trzy lata później, w 1930 r.
Ojciec Adama Nowaka urodził się w Bukowcu w 1886 r. Był nauczycielem, pracował w Borkach Nizińskich, następnie był kierownikiem szkoły powszechnej w Wadowicach Górnych, a od 1918 w Rzędzianowicach. Na emeryturę przeszedł w 1948 r. Zmarł w 1953 r.
Matka Adama Nowaka urodziła się w Przemyślu w 1890 r. Była nauczycielką. Uczyła w Rożniatach, a potem w Wadowicach Górnych. Po przeniesieniu do Rzędzianowic przeszła na emeryturę. Zmarła w 1938 r.
W Tarnowie ks. Adam Nowak mieszkał m.in. przy ulicy Kapitulnej. Zmarł 7 października 2020 roku po zakażeniu wirusem podczas pandemii COVID-19. Został pochowany na Starym Cmentarzu w Tarnowie.

## Twórczość
- Wspomnijcie na minione dni, Rzym 1971
- Einfluss des Wiener Taubstummen-Instituts in Sűd-Polen Besonders in der Dieceze Tarnow, Wien 1978
- Duszpasterstwo głuchoniemych, Tarnów 1983
- Schematyzm i zarys duszpasterstwa głuchoniemych w diecezji tarnowskiej, Tarnów 1994, stron 31, fotografie[9].
- Ksiądz rektor Roman Sitko : Życie, działalność i męczeństwo, Wydawnictwo Diecezji Tarnowskiej Biblos, Tarnów 1998 ISBN 83-86889-54-3
- Słownik biograficzny kapłanów diecezji tarnowskiej 1786-1985. T. 1, Biskupi i kanonicy, Wydawnictwo Diecezji Tarnowskiej Biblos, Tarnów 1999, ISBN 83-87952-00-1
- Słownik biograficzny kapłanów diecezji tarnowskiej 1786-1985. T. 2, A-J, Wydawnictwo Diecezji Tarnowskiej Biblos, Tarnów 2000, ISBN 83-87952-44-3
- Słownik biograficzny kapłanów diecezji tarnowskiej 1786-1985. T. 3, K-P, Wydawnictwo Diecezji Tarnowskiej Biblos, Tarnów 2001, ISBN 83-87952-83-4
- Słownik biograficzny kapłanów diecezji tarnowskiej 1786-1985. T. 4, R-Ż, Wydawnictwo Diecezji Tarnowskiej Biblos, Tarnów 2004, ISBN 83-7332-180-2
- Ks. Jan Pyzikiewicz (1901–1943) – więzień Oświęcimia, Wydawnictwo Diecezji Tarnowskiej Biblos, Tarnów 2004, ISBN 83-7332-223-X
- Bibliografia podmiotowa ks. Adama Nowaka oraz prac dyplomowych i magisterskich napisanych pod jego kierunkiem, Tarnów 2009, stron 32 + spis treści na 3. stronie okładki (zawiera notę biograficzną)
- Księża tarnowscy w anegdocie, Wydawnictwo Diecezji Tarnowskiej Biblos, Tarnów 2010, ISBN 978-83-7332-833-4
- Księża tarnowscy w anegdocie 3, Wydawnictwo Diecezji Tarnowskiej Biblos, Tarnów 2012, ISBN 978-83-7793-034-2
- Byłem wikarym w Łękach Górnych, Wydawnictwo Diecezji Tarnowskiej Biblos, Tarnów 2012, ISBN 978-83-7793-100-4
- Pieśń o moim Brzesku, Wydawnictwo Diecezji Tarnowskiej Biblos, Tarnów 2013 ISBN 978-83-7793-127-1
- Wspomnijcie na minione dni : z dziejów Wyższego Seminarium Duchownego w Tarnowie, Wydawnictwo Diecezji Tarnowskiej Biblos, Tarnów 2013, ISBN 978-83-7793-179-0
- Ksiądz Stefan Biesiadecki (1924-2012), Mała Poligrafia Wyższego Seminarium Duchownego Redemptorystów (Tuchów), Tarnów 2015, ISBN 978-83-7631-587-4.